# Gladwin
Gladwin es una ciudad ubicada en el condado de Gladwin en el estado estadounidense de Míchigan. En el Censo de 2010 tenía una población de 2933 habitantes y una densidad poblacional de 388,49 personas por km².

## Geografía
Gladwin se encuentra ubicada en las coordenadas 43°59′2″N 84°29′14″O / 43.98389, -84.48722. Según la Oficina del Censo de los Estados Unidos, Gladwin tiene una superficie total de 7.55 km², de la cual 7.49 km² corresponden a tierra firme y (0.82%) 0.06 km² es agua.

## Demografía
Según el censo de 2010, había 2933 personas residiendo en Gladwin. La densidad de población era de 388,49 hab./km². De los 2933 habitantes, Gladwin estaba compuesto por el 96.8% blancos, el 0.14% eran afroamericanos, el 0.41% eran amerindios, el 0.72% eran asiáticos, el 0% eran isleños del Pacífico, el 0.55% eran de otras razas y el 1.4% pertenecían a dos o más razas. Del total de la población el 1.13% eran hispanos o latinos de cualquier raza.